# Сароски залив
 Тази статия е за залива.  За островите вижте Сарос (архипелаг).  
Сароският залив (на турски: Saros Körfezi) се намира в северната част на Егейско море на север от полуостров Галиполи в северозападна Турция. В него е разположен архипелагът Сарос, съставен от три малки острова – големият остров (Büyükada or Yunus adası), малкият остров (Küçükada or Defne adası) и мини островът (Minikada or Böcek adası).
Заливът е дълъг 75 km и широк 35 km. Далеч от промишлени райони и прочистван от подводни течения, той е популярно място за лятна почивка с кристални води и пясъчни плажове.